# Lorenz Betzing
Lorenz Betzing (* 27. November 1930 in Andernach; † 3. Juli 2004 in Berlin) war ein deutscher Spion der Hauptverwaltung A (HVA) des Ministeriums für Staatssicherheit der DDR.

## Persönliches
Betzing war geschieden und hatte zwei Kinder. Spätere Lebensgefährtin war die DDR-Spionin Ursula Richter (eigentlich Erika Reißmann), die zuletzt Chefsekretärin beim Bund der Vertriebenen (BdV) in Bonn war. Richter war Ende der 1960er Jahre aus der DDR in die Bundesrepublik Deutschland eingeschleust worden. Sie verstarb 2002 in Berlin.

## Berufliche Laufbahn
Der gelernte Klempner und Schlosser arbeitete zunächst im Bergbau in Wattenscheid und in der belgischen Wallonie, wo er eine Familie gründete. Später arbeitete er in Minen in Belgisch-Kongo bis in die Zeit des Bürgerkrieges der nunmehr selbständigen Demokratischen Republik Kongo. Nach seiner Rückkehr nach Deutschland arbeitete er von 1964 bis 1969 als Belüftungstechniker im Regierungsbunker Dienststelle Marienthal. 1966 wurde er von seiner Bekannten und späteren Lebensgefährtin Richter zur Spionage für den DDR-Auslandsnachrichtendienst angeworben. Anschließend arbeitete Betzing drei Jahre lang bei einem Aufzugbau-Unternehmen als Monteur im Bundeshaus Bonn und beim US-Labour-Service in Karlsruhe im Fernmeldewesen als Kabellöter (1972–1978). Von 1978 bis 1980 war er beschäftigt bei dem privaten Wachdienst INTERSCHUTZ GmbH Bonn und dort als ziviler Wachmann in z. T. sicherheitsempfindlichen Bundeswehrobjekten (wie Heeresamt, Streitkräfteamt, Sanitätsamt der Bundeswehr und Verteidigungskreiskommando Bonn) im Bonner Raum eingesetzt. Bis zu seiner Flucht 1985 war er Bürobote beim Bundeswehrverwaltungsamt/Amt für Datenverarbeitung der Bundeswehr in Bonn-Beuel.

## Flucht in die DDR
1985 wurde der Einsatz aus Sicherheitsgründen im Zusammenhang mit der „Sekretärinnenaffäre“ und dem Überläufer Hansjoachim Tiedge beendet, und Betzing ging mit Richter zunächst nach Ost-Berlin. Nach der deutschen Wiedervereinigung floh er in die Sowjetunion.
Mit Betzings Rückkehr nach Berlin erfolgte die Eröffnung eines Strafverfahrens  wegen Landesverrats. Wegen seiner schweren Erkrankung ruhte das Verfahren und wurde letztlich eingestellt. Betzing lebte zuletzt als Rentner in Berlin-Köpenick.

## Schriften
- Im Regierungsbunker. In: Klaus Eichner, Gotthold Schramm (Hrsg.): Top-Spione im Westen: Spitzenquellen der DDR-Aufklärung erinnern sich. Überarbeitete Neuauflage Auflage. Das neue Berlin (Eulenspiegel-Verlagsgruppe), Berlin 2016, ISBN 978-3-360-01310-1, S. 370–775.

| Personendaten    | Personendaten         |
| ---------------- | --------------------- |
| NAME             | Betzing, Lorenz       |
| KURZBESCHREIBUNG | deutscher Spion (DDR) |
| GEBURTSDATUM     | 27. November 1930     |
| GEBURTSORT       | Andernach             |
| STERBEDATUM      | 3. Juli 2004          |
| STERBEORT        | Berlin                |